# Marcin Kubiak (dyplomata)
Marcin Kubiak (ur. 4 listopada 1969 w Warszawie) – polski urzędnik państwowy i dyplomata, ambasador RP w Zimbabwe (2007–2008), RPA (2008–2012), Malezji (2015–2017) i Iraku (2020–2024), podsekretarz stanu w resortach związanych z rozwojem (2013–2014).

## Życiorys
W latach 1988–1994 studiował medycynę na Wydziale I Lekarskim Akademii Medycznej w Warszawie, po czym przez rok pracował jako lekarz w stołecznym Państwowym Szpitalu Klinicznym nr 1. Od 1995 do 1997 odbył studia w Krajowej Szkole Administracji Publicznej (V promocja). W 1996 odbył staże w Ministerstwie Spraw Zagranicznych (Departament Afryki, Azji, Australii i Oceanii) oraz Treasury Board of Canada Secretariat w Ottawie.
Od 1997 był zatrudniony w Departamencie Afryki, Azji, Australii i Oceanii MSZ jako starszy ekspert. W latach 1998–2003 pełnił obowiązki II, a później I sekretarza Ambasady RP w Kenii. Po powrocie do kraju w 2003 został zatrudniony jako I sekretarz i radca Departamentu Afryki i Bliskiego Wschodu (do 2005). Później przez ponad rok, do października 2006, pełnił funkcję zastępcy dyrektora tegoż departamentu. Następnie w tym samym departamencie był radcą i I radcą. W 2009 awansowany do stopnia radcy-ministra.
We wrześniu 2007 otrzymał nominację na stanowisko ambasadora RP w Zimbabwe (placówka została zamknięta w 2008), a w styczniu 2009 rozpoczął pełnienie obowiązków jako ambasador RP w Republice Południowej Afryki. Kierując placówką w RPA, był akredytowany także w Botswanie, Mozambiku, Namibii i Zimbabwe. Pełnił funkcję ambasadora desygnowanego w Malawi, Lesotho, Suazi i Zambii. 15 grudnia 2012 został odwołany z ww. stanowisk.
28 lutego 2013 mianowany podsekretarzem stanu w Ministerstwie Rozwoju Regionalnego. 28 listopada 2013 został podsekretarzem stanu w Ministerstwie Infrastruktury i Rozwoju, zakończył urzędowanie 18 grudnia 2014. W 2015 powołany na ambasadora RP w Malezji z akredytacją w Brunei, a następnie także na Filipinach. Zakończył urzędowanie w 2017. W marcu 2020 otrzymał nominację na ambasadora RP w Iraku. Placówkę objął 1 sierpnia 2020. Listy uwierzytelniające złożył na ręce prezydenta Barhama Saliha 24 września 2020. Urzędowanie zakończył 30 listopada 2024.
Posługuje się językiem angielskim i francuskim.